# 徳永えりか
徳永 えりか（とくなが えりか、1995年9月24日- ）は、日本の子役。神奈川県出身。ジョビィキッズに所属していた。血液型はAB型。

## 人物
父親と母親の3人家族で、トイプードルを飼っている。趣味は絵を描くこと。特技はピアノ、フラフープ。好きなキャラクターはディズニーのチップとデール。中学校では吹奏楽部に所属している。

## 出演

### テレビドラマ
- ほんとにあった怖い話 「真夜中の奇蹟」（2004年1月24日、フジテレビ）直美 役
- まるまるちびまるこちゃん第一話「新学期。まる子、生き物係になる」の巻（2007年4月19日、フジテレビ）

### CM
- 中央出版
- 住友林業
- NTTドコモ九州
- 日本マクドナルド 「ハッピーセット」
- AGF 「ブレンディボトルコーヒー」（2003 - 2008年）
- ミツカン 「味ぽん」（2004 - 2006年）
- トヨタ 「カローラフィールダー」『ワンタッチ格納リヤシート篇』（2006年） 明石家さんまと共演